# Agía Anastasía
Agía Anastasía (Agia Anastasia) är en ort i Grekland.   Den ligger i prefekturen Chalkidike och regionen Mellersta Makedonien, i den nordöstra delen av landet, 280 km norr om huvudstaden Aten. Agía Anastasía ligger 176 meter över havet och antalet invånare är 118.
Terrängen runt Agía Anastasía är kuperad. Runt Agía Anastasía är det glesbefolkat, med 16 invånare per kvadratkilometer. Närmaste större samhälle är Panórama, 18,1 km nordväst om Agía Anastasía. == Kommentarer ==
1. ↑  Framräknat ur variansen i alla höjduppgifter (DEM 3") från Viewfinder Panoramas, inom 10 km radie.[2] Mer om algoritmen finns här: Användare:Lsjbot/Algoritmer.